# HD 74196
HD 74196，又名CP-52 1584，SAO 236165、HR 3448，是一颗恒星，视星等为5.61，位于銀經270.33，銀緯-6.86，其B1900.0坐标为赤經8h 37m 26s，赤緯-52° -6.86′ 37″。